# Espécime

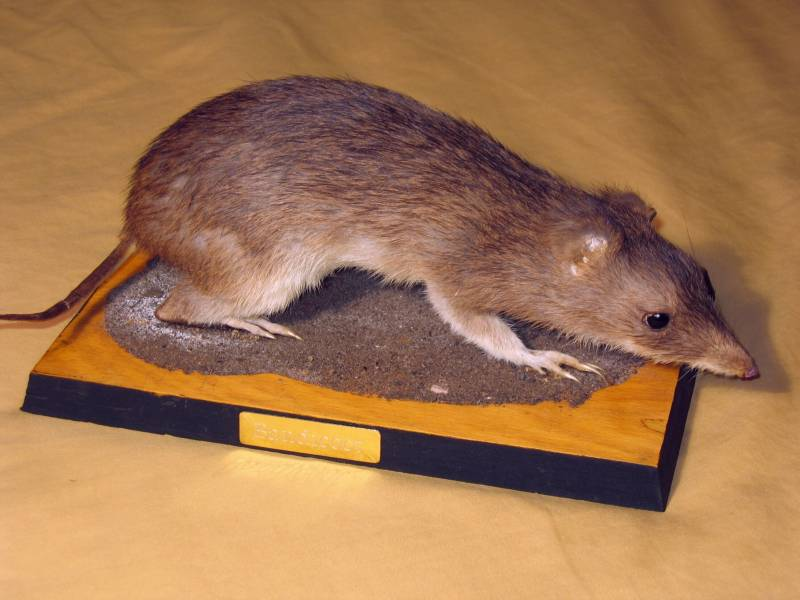
Um espécime empalhado do marsupial australiano Perameles nasuta.

Espécime, ou especimen, designa um exemplar ou amostra de um qualquer material ou ser vivo. Em biologia, um espécime designa individualmente um animal, planta ou microorganismo, ou uma sua parte identificável, usado como amostra representativa para o estudo das propriedades de uma população da espécie ou subespécie a que pertença. Quando um táxon é descrito, a descrição publicada, e que serve de referência posterior para inclusão no táxon, é em geral baseada num único espécime, depois referido como o respectivo tipo nomenclatural ou holótipo.

## Outros significados
A palavra é utilizada em diversos campos da ciência e da tecnologia com significados diversos:
- Em análises clínicas — uma amostra de uma parte anatómica ou fluido corporal recolhida de um paciente (sangue, urina, sémen ou outro qualquer material biológico);[2]
- Em petrologia, mineralogia, gemelogia e ciências correlatas — uma peça de um tipo de rocha, mineral ou gema recolhido para amostra;
- Em tipografia — uma publicação que serve para demonstrar os glifos disponíveis num determinado tipo, incluindo as variantes usadas para ligatura e ornamentação;
- Em reconhecimento caligráfico — uma amostra de caligrafia usada para fins forênsicos, grafológicos ou para identificação ou determinação da tipologia de escrita de um indivíduo;
- Numismática e controlo de papel-moeda — uma nota de banco, sem valor intrínseco, utilizada como amostra de um tipo de papel-moeda para fins de treino, determinação do reconhecimento ou para informação entre instituições bancárias. Estas notas são em geral perfuradas ou sofrem cortes em forma de marcas ou letras, recebem números de série do tipo 9999999999 (tudo noves) 0000000000 (tudo zeros) ou são impressas com a sobrecarga "Specimen" ou "Cancelada" na língua ou línguas de emissão.